# Stazione di Rickmansworth
La stazione di Rickmansworth è una stazione situata a Rickmansworth, nel distretto di Three Rivers dell'Hertfordshire. La stazione è servita dai servizi della metropolitana di Londra e dai treni che effettuano servizio sulla ferrovia Londra-Aylesbury.

## Storia
La stazione di Rickmansworth fu inaugurata il 1º settembre 1887 come capolinea dell'estensione della Metropolitan Railway dal precedente capolinea di Pinner. Nel 1889, la linea fu estesa da Rickmansworth a Chesham. La stazione venne condivisa con la Great Central Railway che raggiungeva la stazione di Verney Junction nel 1868. L'introduzione dei treni elettrici portò i servizi elettrici fino a Rickmansworth il 5 gennaio 1925. Nel 1925 venne costruita un'altra piattaforma, nell'estremità sud della stazione, per Watford.

## Movimento
La stazione di Rickmansworth è servita dai treni della linea Metropolitan della metropolitana di Londra.

È, inoltre, servita dai treni di Chiltern Railways che operano la tratta tra Aylesbury e Marylebone.

## Galleria d'immagini

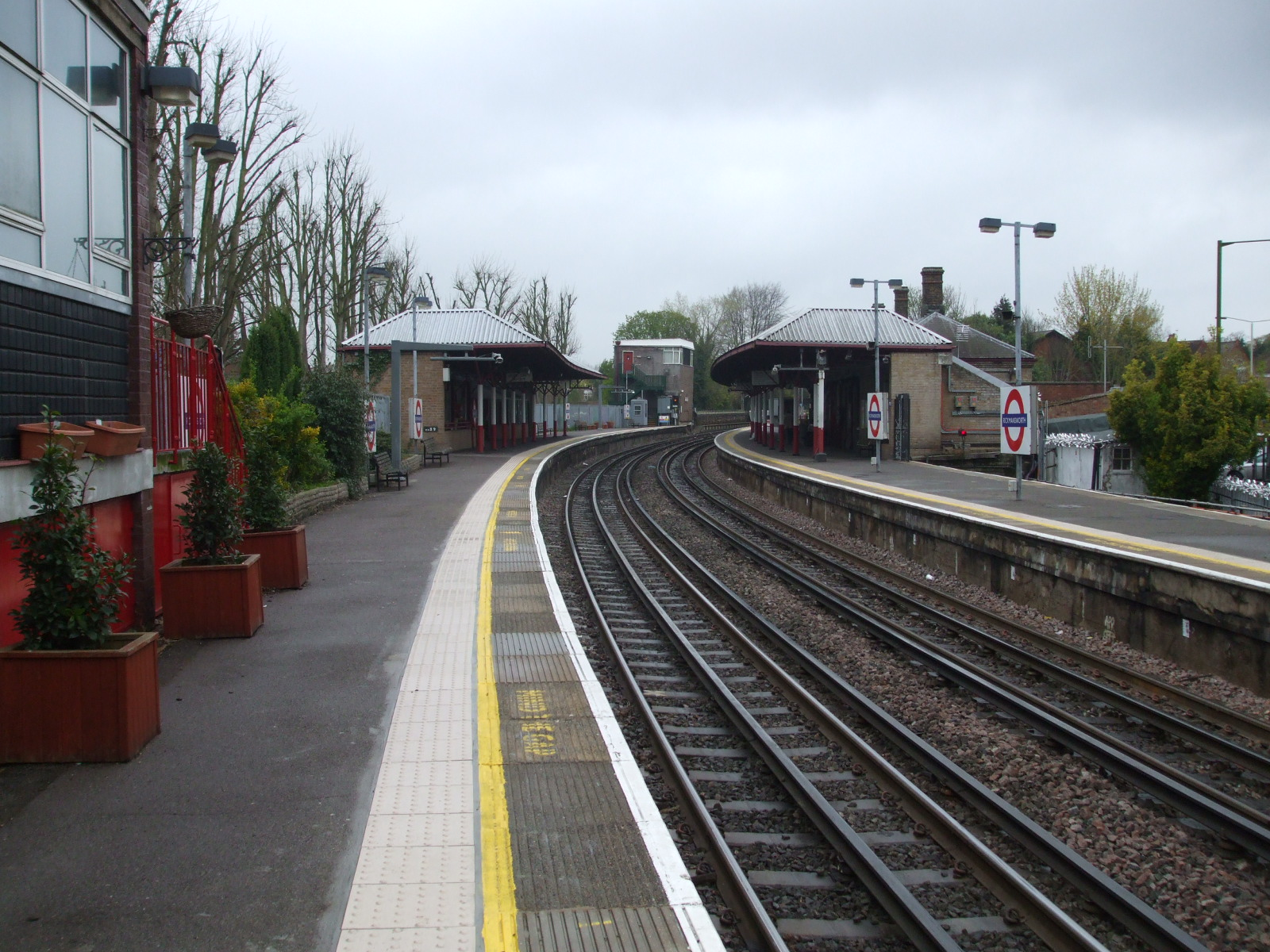
Piattaforma verso nord
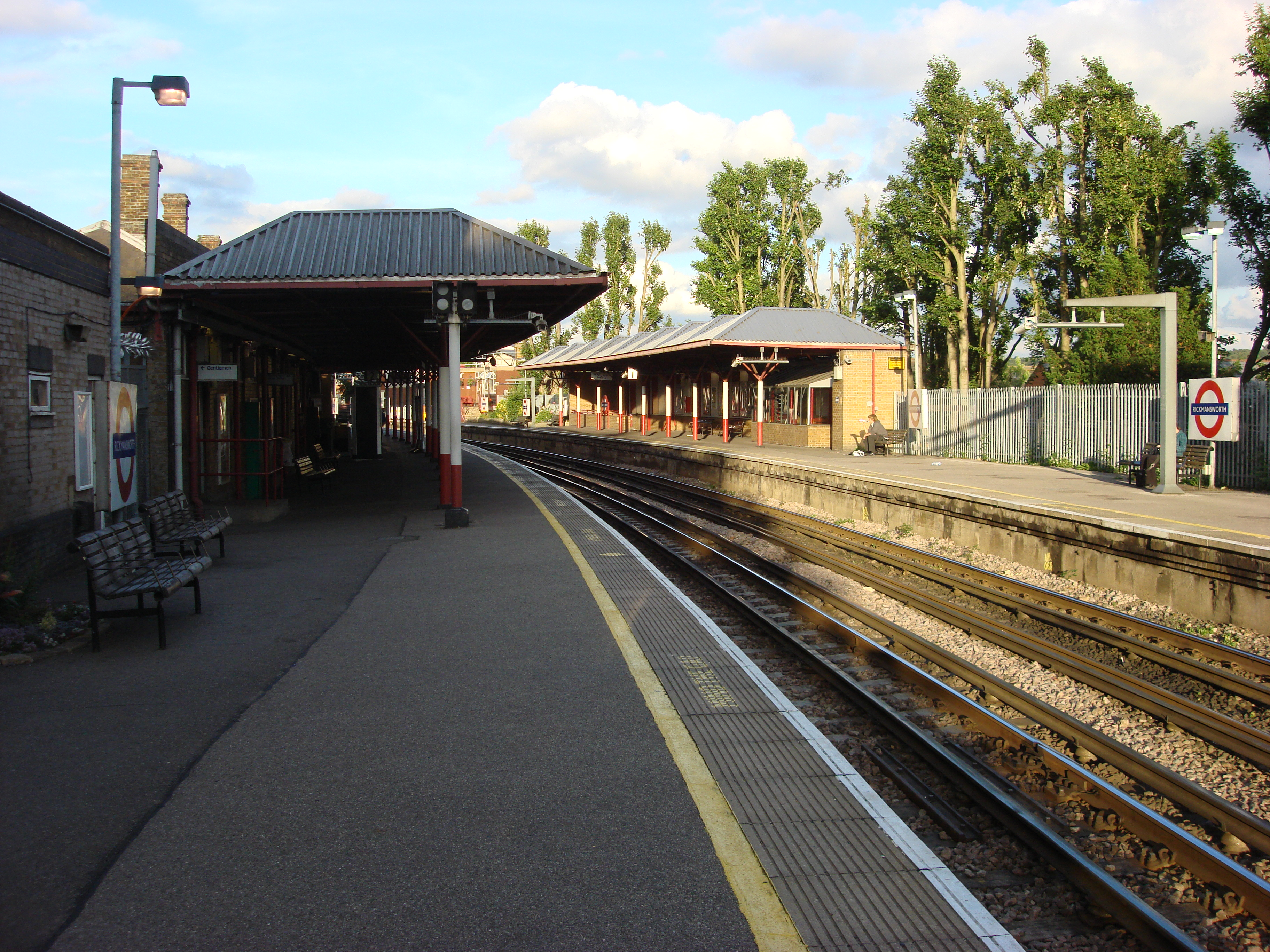
Piattaforma verso sud
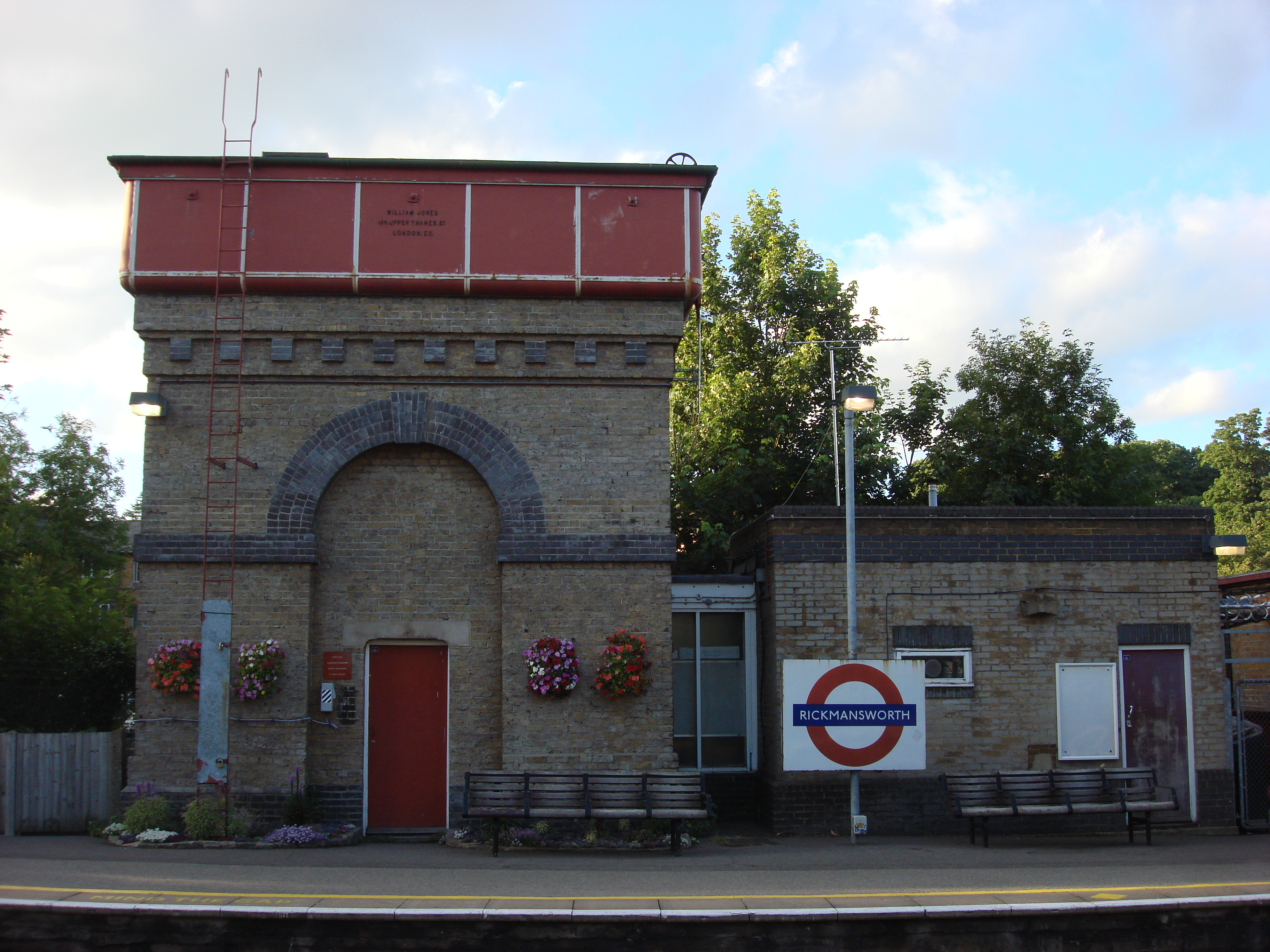
Torre per l'acqua